# Castelo de Alfaiates
O Castelo de Alfaiates localiza-se na povoação e freguesia de Alfaiates, município de Sabugal, distrito da Guarda, em Portugal.
Embora erguido em área de planalto, a colina onde assenta tornou-o num estratégico e importante ponto avançado na defesa da fronteira. Em conjunto com a fortaleza de Almeida controlavam um vasto território. Durante a Guerra da Restauração da Independência (1640) desempenhou um papel determinante na defesa nacional, sendo considerado uma das Chaves do Reino, à semelhança de Almeida e Elvas.
Hoje em dia é o maior ponto turístico da região, do alto de suas muralhas avistam-se as terras agrestes de Ribacôa. O Rio Côa, que atravessa o Concelho, é importante atracção turística da região, permitindo o turismo recreativo e desportivo, em particular a pesca de trutas.
O Castelo de Alfaiates está classificado como Monumento Nacional desde 1982.

## História

### Antecedentes
Alguns autores pretendem que a primitiva ocupação humana deste sítio remonta a um castro pré-histórico, posteriormente ocupado à época da Invasão romana da Península Ibérica.

### O castelo medieval
A primeira fortificação do povoado remonta à época da Reconquista cristã da Península Ibérica, quando a região foi tomada pelas forças do reino de Leão, em fins do século XII ou início do século XIII. A tradição regista que, neste período, era conhecido como Castillo de la Luna. Embora nenhum vestígio material desta estrutura tenha chegado até nós, acredita-se que se erguia na zona elevada ao centro da atual vila, junto à Igreja da Misericórdia, conforme indicado no século XVII pelo seu alcaide, Brás Garcia de Mascarenhas. Seria composta por uma torre defendida por uma cerca em estilo proto-românico, destinada a vigilância e refúgio dos moradores.
Integrante do território de Ribacôa, disputado a Leão por D. Dinis (1279-1325), a sua posse definitiva para Portugal foi assegurada pelo Tratado de Alcanices (1297). A partir de então, o soberano procurou consolidar-lhe as fronteiras, fazendo reedificar o Castelo de Alfaiates, o Castelo de Almeida, o Castelo Bom, o Castelo Melhor, o Castelo Mendo, o Castelo Rodrigo, o Castelo de Pinhel, o Castelo do Sabugal e o Castelo de Vilar Maior.
Embora a tradição atribua a este soberano a construção do castelo, será mais correto admitir que essa conjuntura terá determinado obras de modernização e reforço na antiga fortificação leonesa, na cerca defensiva ou mesmo na torre de menagem, suposições que carecem de comprovação documental.
Apoiada em documentos da época, é tradição local que em tempo de D. Afonso IV (1325-1357) foram aqui celebradas em 1328 as núpcias da filha deste, a princesa D. Maria de Portugal, a "fermosíssima Maria" segundo Camões, neta de Isabel de Aragão, a Rainha Santa Isabel, com Afonso XI de Castela.
Visando revitalizar esta povoação, D. Manuel I (1495-1521) outorgou-lhe diversos privilégios, entre os quais o direito de couto e homízio. Ao mesmo tempo, reformulou-lhe as defesas, determinando a construção de uma fortaleza (1510). O novo projeto, característico do século XVI, em vez de levar em conta o antigo castelo medieval, edificado em posição dominante no centro da vila, privilegiou um local aplainado, nos limites da mesma, prevendo uma fortificação mais moderna, adaptada ao fogo da artilharia da época. As suas obras decorreram com lentidão, uma vez que, em 1525, Diogo de Arruda ainda lhe vistoriava os trabalhos.
A última fase arquitectónica do monumento data do início do século XVI, quando as suas defesas seriam reforçadas por uma nova cintura de muralhas, integrando baluartes e cortinas verticais. Este amplo projeto jamais foi concluído devido à Crise de sucessão de 1580, sucedida pela Dinastia Filipina, quando a Península conheceu um governo unificado.
À época da Guerra da Restauração da independência de Portugal, teve como alcaide o cavaleiro e poeta Brás Garcia de Mascarenhas.

### Do século XIX aos nossos dias
Mais tarde, durante a Guerra Peninsular, Alfaiates voltaria a ter importância estratégica, juntamente com outros castelos da região, aquartelando as tropas inglesas e portuguesas que deram combate às tropas napoleónicas em retirada, sob o comando do general Massena (Abril de 1811). Posteriormente desguarnecido e abandonado, com a extinção do Concelho (1836), e possivelmente em virtude do decreto que proibiu os enterramentos dentro do recinto das igrejas em Portugal (1846), a praça de armas do castelo passou a ser utilizada como cemitério pela população da vila até cerca de 1967.
No século XX, as muralhas da vila foram demolidas e grande parte de suas pedras aproveitadas para a construção das casas e do hospital (1912).

## Características
O castelo apresenta planta quadrangular com uma torre quadrangular no vértice fronteiro à vila. Esta cerca interior apresenta as muralhas parcialmente arruinadas. Uma segunda cintura de muralhas integrava torreões em três ângulos.
O portão principal, apresenta-se saliente das muralhas, encimado por uma composição escultórica em estilo manuelino, composta por uma coroa régia ao centro, ladeada por duas esferas armilares e duas cruzes da Ordem de Cristo.

## Alcaides do Castelo de Alfaiates
- D. Diogo de Castro[5] (século XV)[6]
- D. António da Cunha[7] (século XVI)[8]
- D. Pêro da Cunha[9] (século XVI)
- D. Brás Garcia de Mascarenhas[10] (século XVII)

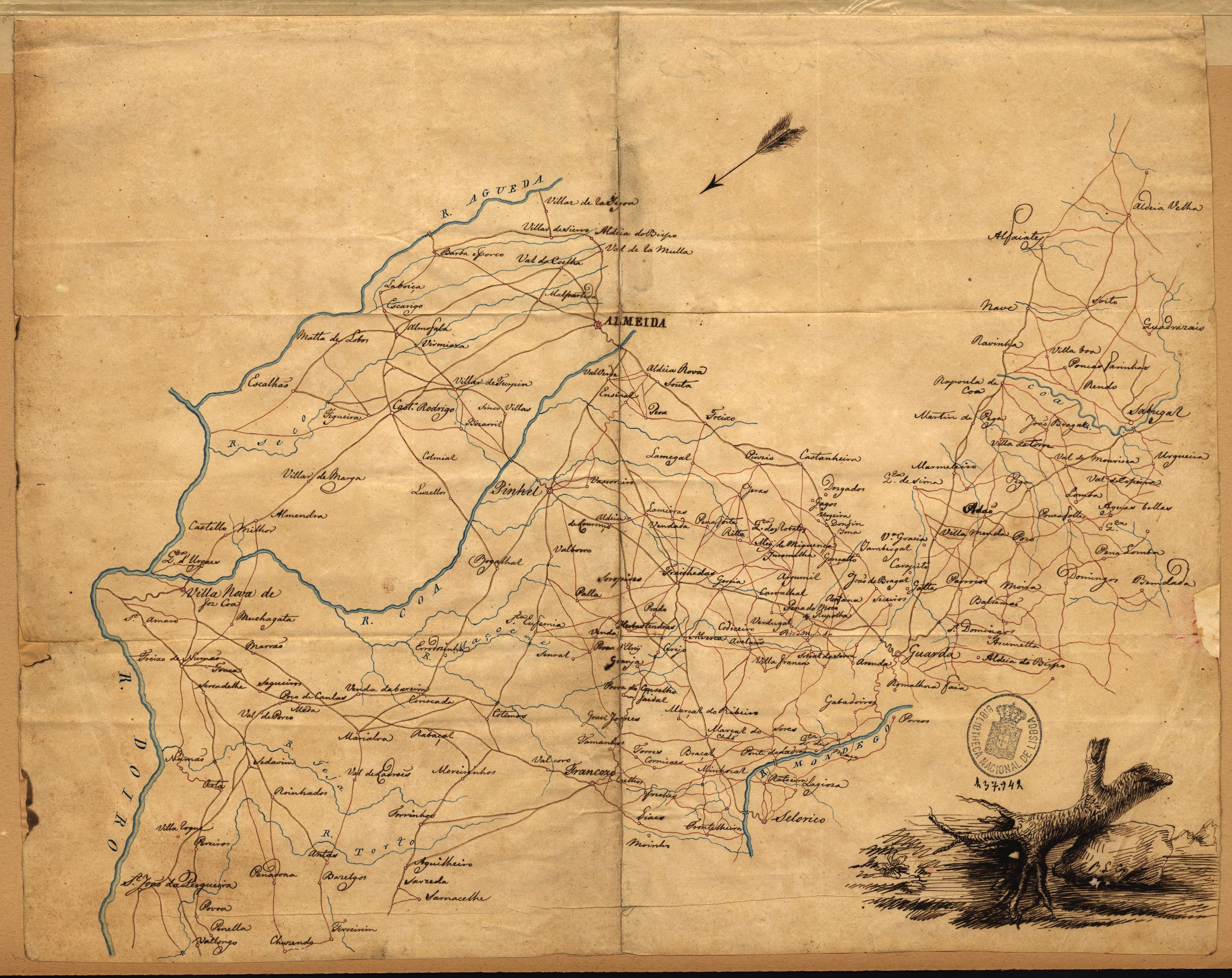
Carta Geográfica de Cima Coa (Ribacoa) Vilas de Alfaiates e Almeida
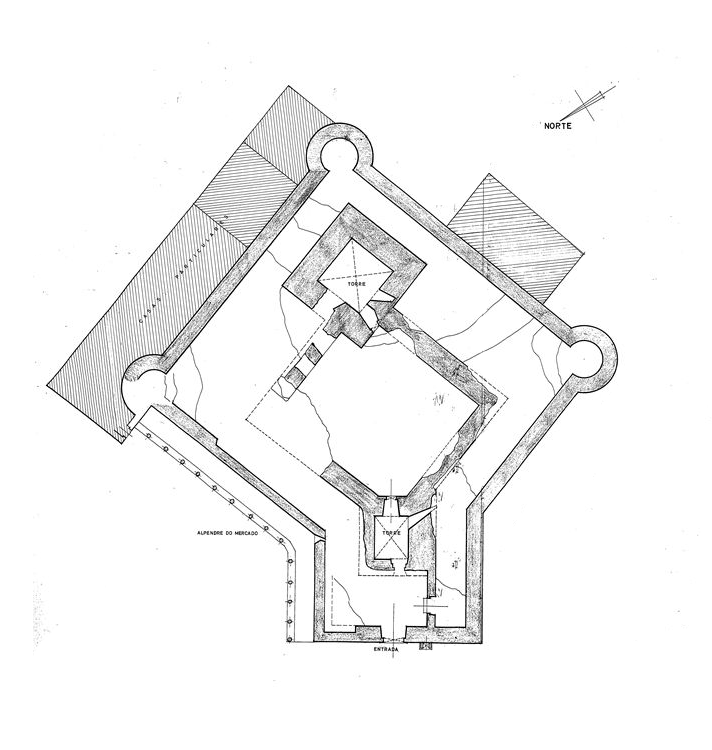
Planta do Castelo de Alfaiates